# 斯皮瓦基夫卡 (新艾達爾區)
49°3′19″N 38°54′9″E / 49.05528°N 38.90250°E
斯皮瓦基夫卡（烏克蘭語：Співаківка），或按俄语译为斯佩瓦科夫卡，是位於烏克蘭東部的村莊，由盧甘斯克州夏斯季亚区的新艾達爾市鎮負責管轄。該村始建於1760年，面積3.06平方公里，海拔高度89米，2001年人口595，人口密度每平方公里194.4人。